# 레가르 타다즈 투르순조다
레가르 타다즈 투르순조다(Regar-TadAZ Tursunzoda)는 투르순조다를 연고로 하는 타지키스탄의 축구 클럽으로 현재 타지키스탄 하이어 리그 소속팀이며 AFC 챌린지리그 최다 우승팀이다.

## 성적
- 타지키스탄 하이어 리그

우승 (7): 2001, 2002, 2003, 2004, 2006, 2007, 2008
- 타지키스탄 컵

우승 (3): 2001, 2005, 2006
- AFC 챌린지리그

우승 (3): 2005, 2008, 2009

## 선수

### 현역
참고: FIFA 자격 규정에 따라 소속된 국가대표팀 국기를 표시합니다. 선수는 복수의 FIFA 비회원국 국적을 가지고 있을 수 있습니다.
| 번호 | 포지션 | 국적         | 이름              |
| ---- | ------ | ------------ | ----------------- |
| 5    | DF     | 가나         | 오수만 카심       |
| 9    | FW     | 가나         | 콰드워 프림퐁     |
| 22   | FW     | 우즈베키스탄 | 사만다르 코디로프 |
| 44   | DF     | 카메룬       | 조셉 펨바         |

| 번호 | 포지션 | 국적         | 이름            |
| ---- | ------ | ------------ | --------------- |
| 66   | DF     | 우즈베키스탄 | 아실벡 테미로프 |

## 역대 감독
| 감독                    | 임기   |
| ----------------------- | ------ |
| 알리요르 아슈르마마도프 | 2022 ~ |